# Kugelamphoren-Kultur

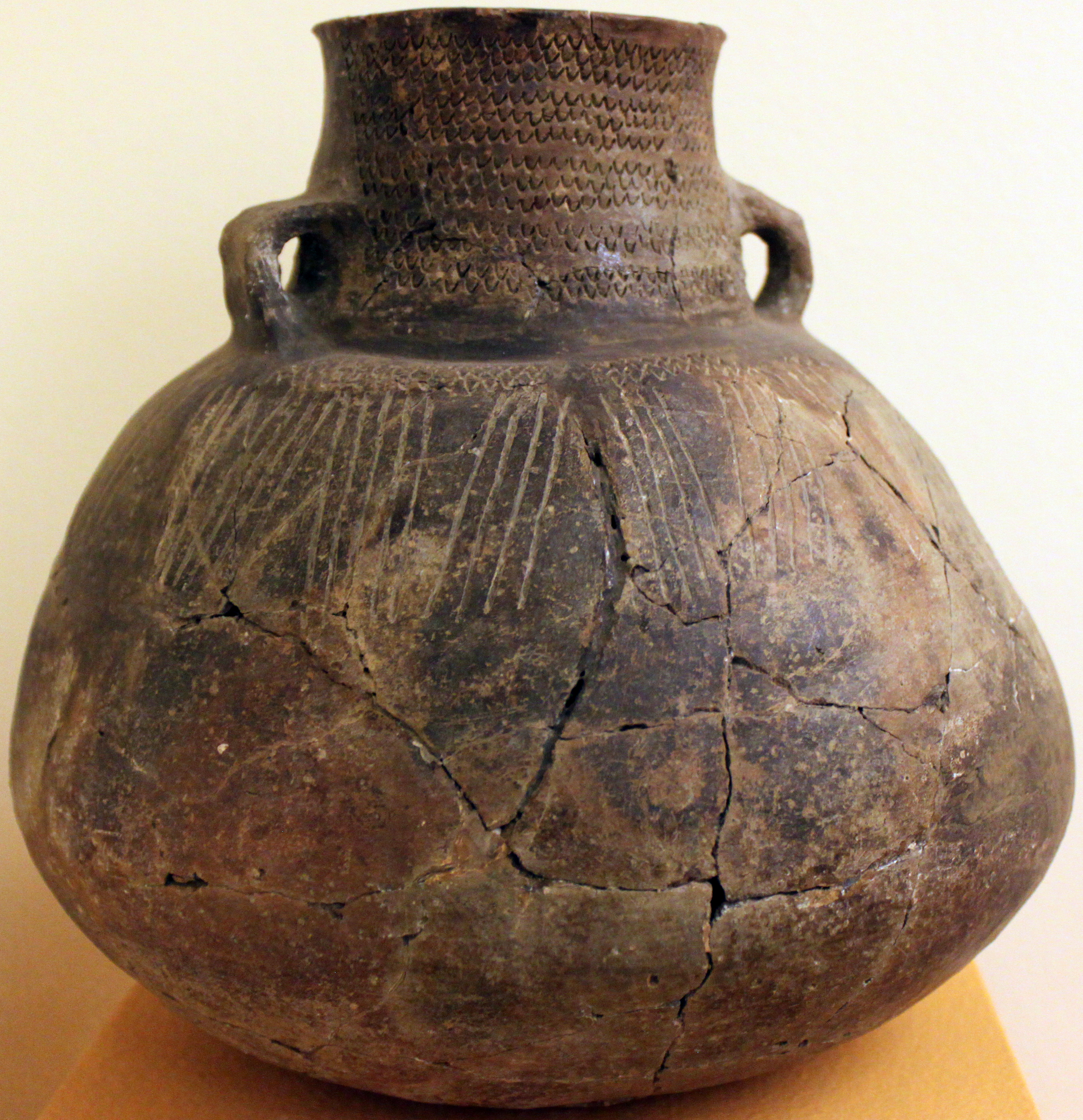
Amphore der Kugelamphorenkultur, 1979 bei Erdarbeiten am Schloss Friedrichsfelde entdeckt, jetzt Märkisches Museum Berlin

Die Kugelamphoren-Kultur (KAK) ist eine mitteleuropäische Kultur des Spätneolithikums/Endneolithikums. Sie existierte etwa von 3450 v. Chr. bis 2600 v. Chr. Benannt wurde sie nach den typischen Tongefäßen mit kugelförmigem Körper, zylindrischem, meist verziertem Hals und Ösenhenkeln am Halsansatz. Der Begriff Kugelamphoren-Kultur wurde im Jahre 1900 vom Berliner Prähistoriker Alfred Götze geprägt.

## Forschungsgeschichte
Im Jahre 1746 wurde beim Pflügen in der Nähe von Sittichenbach, Amt Sittichenbach, eine Steinkiste entdeckt, in dem „die Gerippe und Knochen von fünf Menschen“ lagen. Drei waren mit den Köpfen nach Westen und zwei nach Osten gerichtet. Von den beiden gefundenen Gefäßen blieb bis zum Zweiten Weltkrieg eines erhalten, das nach der Photographie als reich verzierte Kugelamphore klassifiziert wird.
Auch in den folgenden Jahrzehnten wurden bei Arbeiten/Plünderungen/Zerstörungen an Großsteingräbern Gefäße bemerkt, die an Kugelamphoren erinnern. In der zweiten Hälfte des 19. Jahrhunderts wurden die Funde häufiger. Julius Schmidt berichtete 1894 über die Untersuchung einer Steinkiste in Beckendorf-Neindorf, Kreis Oschersleben.
Alfred Götze stellte 1900 alle bekannten Informationen zusammen und fasste die Funde zu einer Gruppe zusammen, die in ihrer Verbreitung der später postulierten Westgruppe der KAK entspricht. Zum keramischen Inventar zählte er neben den Amphoren auch die weitmundigen Töpfe und die von ihm als Näpfe bezeichneten Schalen. Er erkannte auch die Zugehörigkeit der dicknackigen Feuersteinbeile und -meißel zu dieser Kultur. Den Ursprung der Gruppe suchte er in der „nordischen Steinzeit-Provinz“, und chronologisch betrachtete er sie auf Grund ihrer Beziehungen zum Bernburger Typus „als eine einem relativ späten Abschnitte der jüngeren Steinzeit angehörigen Gruppe“, die entsprechend seinen Vorstellungen jünger als die Schnurkeramik sei.
In den ersten drei Jahrzehnten des 20. Jahrhunderts bildete die Auseinandersetzung um Entstehung, Chronologie und Wesen der KAK einen Schwerpunkt der Forschung.
Paul Höfer (1911), Hugo Mötefindt (1915) u. a. suchten anlehnend an Alfred Götze und Gustaf Kossinna den Ursprung der KAK im Gebiet östlich und nördlich des Harzes, wobei dem Havelgebiet eine besondere Rolle zukam. Auch sei die KAK älter als die Schnurkeramik.
- 1918: Nils Åberg lieferte eine zweite Fundzusammenstellung, ging aber in den Erläuterungen nicht über bisher bekannte Tatsachen hinaus.
- 1922: Gustaf Kossinna legte in Tabellenform eine umfassende Fundplatzliste vor, wobei er eine West- von einer Ostgruppe unterschied. Obwohl eine von ihm angekündigte Auswertung nie erschienen ist, wird diese Einteilung, wenn auch modifiziert, heute noch benutzt.
- 1927, zusammenfassend: Paul Ludwig B. Kulpka erklärte die KAK aufgrund von Zusammenfunden mit Bernburger-Keramik als zusammengehörige Gruppen und benannte sie Stil IV seiner Ganggrabkeramik. Er trat für eine bodenständige Entwicklung der KAK ein und hielt sie für älter als die Schnurkeramik und die Schönfelder Kultur.
- 1938: Sprockhoff betrachtete bei seinen Überlegungen zur Megalithkultur die KAK mit einem Ursprung an der Mittelelbe und im Havelgebiet. Auch glaubte er, Elemente zu erkennen, die ihr Fortleben bis in die frühe Bronzezeit andeuteten.
- 1938: Hans Priebe legte eine umfassende Studie über die Westgruppe der KAK vor, die heute noch eine solide Basis bietet. Für ihn bildet die Westgruppe ein einheitliches Ganzes. Chronologisch ordnet er die Gruppe an das Ende des Neolithikums (Jungsteinzeit), wobei er Beziehungen zur Baalberger-, Bernburger-, Schönfelder- und schnurkeramischen Kultur hervorhebt.
- 1950er: Ulrich Fischer legt grundlegende Arbeiten über das Neolithikum im Mittelelbe-Saale-Gebiet vor. Chronologisch erachtet er die KAK als jünger als die Schnurkeramik.
- 1964: Valentin Webers Analyse ergibt:

- 1.) Die Westgruppe bildet nach wie vor eine einheitliche Gruppe.
- 2.) Die KAK entstand im Gebiet des heutigen Polens auf der Basis der östlichen Trichterbecherkultur, und bei der Westgruppe handelt es sich um eine losgelöste jüngere Phase dieser Kultur.
- 3.) In chronologischer Hinsicht wird die Westgruppe als kurzfristige Erscheinung charakterisiert, die „zeitlich einer jüngeren Phase, jedoch nicht dem Ende der Schnurkeramik“ entsprechen soll.

- Ewald Schuldt bezeichnet die Nachbestattungen der Kugelamphoren-Kultur in Megalithanlagen der Trichterbecherkultur (TBK) für eine wesensgleiche Form der Nutzung.
- 1973: Hermann Behrens resümiert den erreichten Forschungsstand in der Monographie Die Jungsteinzeit im Mittelelbe-Saale-Gebiet. Im selben Jahrzehnt werden von Kirsch, Müller, Rosenstock weitere Teilgebiete der KAK untersucht.
- 1985: Hans Nortmann: Er sieht die Westgruppe in Deutschland und Böhmen, die Ostgruppe in Polen und der Ukraine. Westpolen kann als Übergangsbereich angesehen werden. Aufgrund seiner Stilanalyse lehnt er die Hypothese einer monozentrischen Genese der KAK ab. Auch hält er Ost- wie Westgruppe für relativchronologisch nicht gliederbar.
- Berlin 1985: Erika Nagel: publiziert Die Erscheinungen der KAK im Norden der DDR.
- 1988: Hans-Jürgen Beier behandelt die KAK im Mittelelbe-Saale-Gebiet.
- 2001: Johannes Müller befasst sich in seiner Habilitations mit der KAK Mitteldeutschlands.
- 2023: Johannes Müller hat ein umfassendes Werk zur KAK veröffentlicht.

## Chronologie
Absolut: Die frühesten Daten liegen bei 3200 v. Chr. und in allen Hauptregionen (wie Mitteldeutschland oder Zentralpolen) datiert sie sicher vor 3100 v. Chr. Ab 3000 v. Chr. ist sie auch in Böhmen, Mähren und Wolhynien anzutreffen. In fast allen Regionen ist sie bis 2700 v. Chr. dokumentiert. Ab spätestens 2600 v. Chr. ist sie lediglich in im Bereich zwischen unterer Weichsel und Podolien anzutreffen bis maximal 2400 v. Chr.
Relativ: zeitweiliger Kontakt zu der Walternienburg-Bernburger Kultur und zu den schnurkeramischen Kulturen. Die KAK markiert den Übergang von der mittleren zur späten Kupferzeit (Saarbrücker Chronologie).
Kulturell: Die KAK ist als dynamische Kultur zu verstehen und mit Wandlungsprozessen innerhalb der Gesellschaften assoziiert. Die KAK bildete sich im Bereich der östlichen Trichterbecherkultur und bildet womöglich eine Grundlage der Schnurkeramischen Kultur. Ab etwa 3000/2900 v. Chr. sind Einflüsse aus benachbarten archäologischen Komplexen festzustellen. Dazu zählen die Wartberg-Kultur, Cham, und Goldberg III sowie Kulturen aus dem mittleren Dniepr-Bereich. Hier stand sie mit  frühen Steppenkulturen in Kontakt. Womöglich besteht  eine chronologische Überschneidung mit dem sogenannten A-Horizontes der frühen Schnurkeramik. 
Marija Gimbutas nahm einen indogermanischen Ursprung an. Dagegen sprechen sowohl die Bestattungssitten, die extrem wenigen Kupferfunde, als auch neue genetische Untersuchungen.

## Verbreitung

Kugelamphoren-Kultur (orange) mit den Nachbargruppen Schnurkeramische Kultur (rötlich), Badener Kultur (violett) und Jamnaja-Kultur (gelb).

Die KAK war von der Ukraine bis an die Weser und Leine (durch Nachbestattungen der Kugelamphoren-Kultur belegt) in Niedersachsen verbreitet. Die etwa 20 beschriebenen Untergruppen lassen sich in eine Bernburger Gruppe (entstanden in der Bernburger Kultur), eine Böhmische Gruppe (Řivnáč-Kultur), eine Altmärkische bis Ostholstein (Warnow-Schwentine-Fehmarn) reichende Gruppe und eine Wesergruppe um Hannover bis Hameln, eine Elbe-Havel-Gruppe (einschließlich Spree und Dahme-Gebiet) mit einem Übergangsbereich an der Oder mit Expansion an die Peene bzw. ins Oderhaff und nach Vorderpommern (polnische Küste), eine Oder-Warte-Weichsel-Gruppe mit Expansion an die Haffküste sowie in die Lubin-Volhynia-Gruppe (Wollin) und Bug-Dniestr-Sereth-Gruppe zusammenfassen, die das schwarze Meer bei Odessa (Usatovo-Kultur) erreicht und somit den Bereich der späten Grubengrab-Kultur.
Die Warte-Weichsel-Gruppe zeigt neben der Elbe-Havel- und Bernburger Gruppe die größte Konzentration und bildete wohl auch die typische kugelförmige Gefäßform aus. Alle Gruppen standen dank der neuen Mobilität mit inzwischen auch durch Pferde gezogenen Karren untereinander in Handelskontakt. Sie erweitern das bereits seit der Trichterbecherkultur bestehende Handelsnetzwerk, das von der Schnurkeramik nochmals erweitert wurde.
Über das Kerngebiet hinaus sind Einzelfunde und keramische Mischfunde in Gräbern gefunden worden. Kontakte zeigen hier die Bernburger Gruppe zur Goldberg-Gruppe bzw. Altheimer Gruppe sowie zur Wartenberger Gruppe und die Böhmische Gruppe (Řivnáč-Gruppe) zur Chamer Gruppe an der Donau, die selbst eine wesentliche Rolle in der Expansion der Glockenbecherkultur spielten. Dieser Kontakt intensivierte sich während der Schnurkeramik zunehmend, sodass es fast flächendeckend zur Vermischung in Mitteleuropa kam.
Diese dynamische Kulturexpansion war Anlass zur Diskussion, ob es sich bei den Trägern der KAK um die erste Steppenexpansion handelt, die zum Verständnis der kupferzeitlichen bzw. frühbronzezeitlichen Kulturkomplexe eine Schlüsselrolle spielen könnten. Die Frage muss mit Jein beantwortet werden. Eine Expansion in den asiatischen Steppenraum fand zwar statt, ist jedoch hauptsächlich an die Grubengrabkultur bzw. weiteren Uralkulturen gebunden. Expansionsspuren zeigen sich jedoch bis an die abchasische Küste des östlichen Schwarzmeerraumes, was auf Kulturtransfer über die Krim hindeutet.

## Materielle Kultur

### Keramik

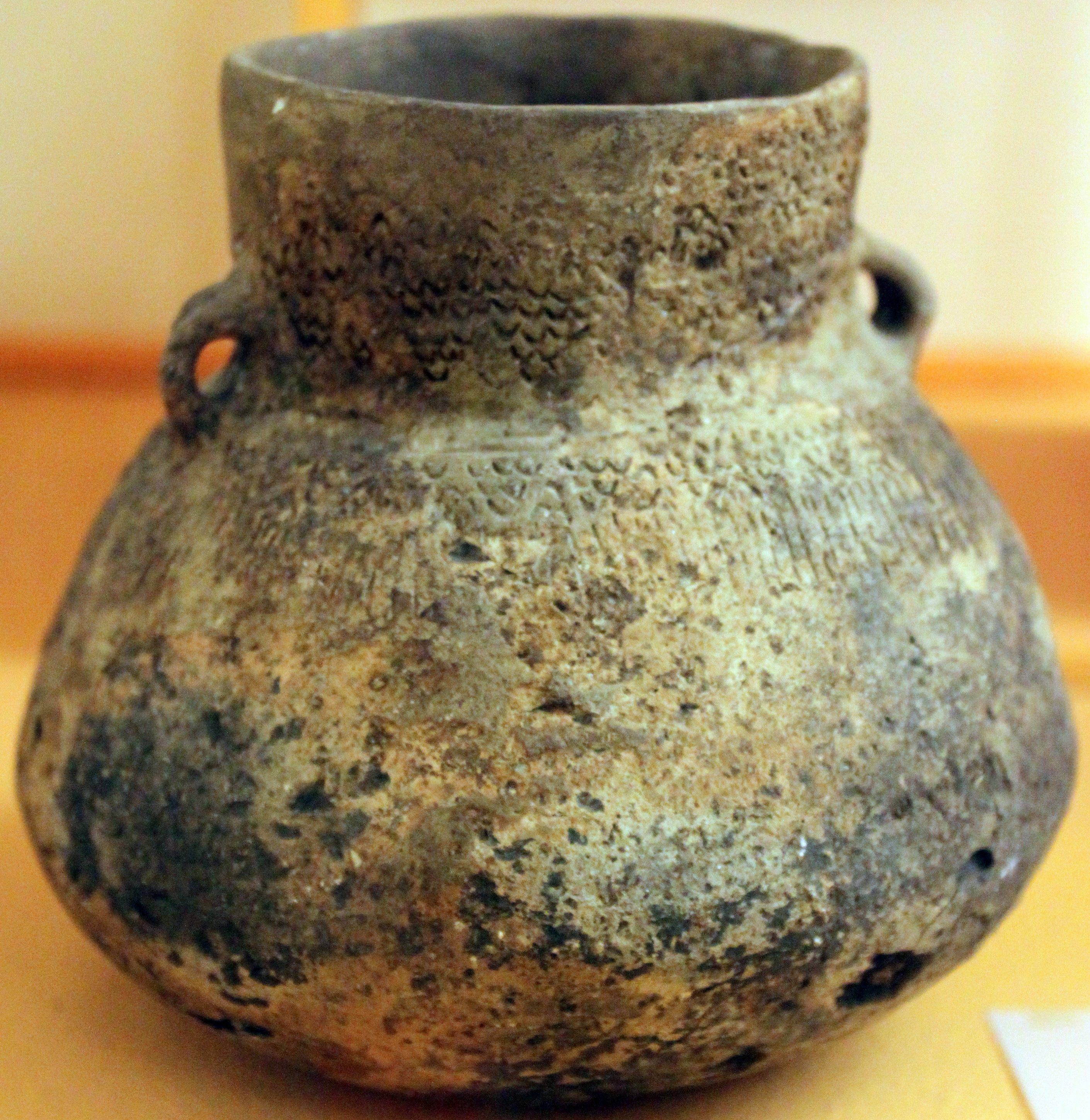
Amphore der Kugelamphorenkultur, 1979 bei Erdarbeiten am Schloss Friedrichsfelde entdeckt, jetzt Märkisches Museum Berlin

Die Kugelamphore kann von bauchiger Form, jedoch auch gesackt oder auf andere Art verzogen sein. Es wurde versucht, die Form von einer Schweinsblase abzuleiten. Daneben gibt es den weitmündigen Topf mit Standboden und oft deutlich abgesetztem kurzen Hals. Die Hälse der Amphoren und Töpfe sind oft reich verziert. Typische Ornamente sind Rauten- und Dreiecksfelder, Kombinationen von hängenden und stehenden Dreiecken, ausgesparte Winkel- und Rautenbänder. Fingertupfen, umlaufende Wülste, Schwalbenschwanzhenkel ergänzen als plastische Verzierungen dieses Inventar.
Die Farbe der Gefäße variiert von gelblich-rötlich über Grau- und Brauntöne bis schwarz, wobei Grau und Braun dominieren. Große „Siedlungsgefäße“ sind in der Regel gröber gemagert und schlechter gebrannt als die übrigen Behältnisse. Bei den Kugelamphoren liegt die durchschnittliche Wandungsstärke bei ca. 0,5 cm, bei den weitmundigen Töpfen etwa bei 0,6 cm; Werte von 0,8 cm und mehr beschränken sich im Wesentlichen auf die größeren, meist von Siedlungsplätzen stammenden Gefäße.

#### Gefäßformen
Es sind dies die
1. Kugelamphore,
2. die napfartigen Gefäße (a. weitmundiger Topf, b. Napf-Schale, c. Schüssel, d. Warzenbecher, e. echter Napf),
3. Siedlungskeramik (Topf mit hochliegendem Umbruch),
4. Tasse und
5. Sonderformen.

Die Kugelamphore und der weitmundige Topf stellen die häufigste Keramikgattung in der KAK dar.
1. Kugelamphore: Sie ist das namensgebende Leitgefäß der Kultur. Definition durch A. Götze (1900). Im Durchschnitt beträgt die Höhe einer Kugelamphore zwischen 15 und 20 cm, es gibt jedoch auch welche, die nur acht Zentimeter Höhe messen, andererseits weist eine Kugelamphore von Baalberge eine beachtliche Höhe von 34 cm auf. Es handelt sich immer um kugelbauchige Gefäße mit einem zylindrischen oder zuweilen leicht konischen Hals, der nur in Ausnahmefällen leicht ausschwingend gestaltet ist. Der Boden ist mitunter leicht geplättet. Die Bildung regelrechter Standflächen ist selten. Der Hals ist deutlich vom Gefäßkörper abgesetzt, und relativ häufig kommt es dabei zur Ausbildung einer Hals-Schulter-Kehle. Die Handhaben bestehen jeweils aus zwei horizontal durchbohrten kleinen Henkelösen, die symmetrisch gegenüberstehend im Hals-Schulter-Knick sitzen. Häufig sind die Handhaben gekehlt, und auf einigen Kugelamphoren ist der untere Henkelansatz durch das Aufbringen plastischer Rippen (Schwalbenschwanzhenkel) erweitert. Die Verzierung der Kugelamphoren beschränkt sich auf den Hals und auf die Schulter. Beide Partien sind in der Regel immer zusammen dekoriert. Nur wenige der Kugelamphoren sind unverziert.
P. Faßhauer untersuchte die Herstellungsweise der Kugelamphoren und vollzog sie experimentell nach (1956). Er ging davon aus, dass das Unterteil im Formschüsselverfahren erzeugt und anschließend Schulter und Halspartie aufgewulstet wurden. Das Auftreten von verzierten und unverzierten Gefäßen sowie von Gefäßen mit ovalem oder gesacktem Bauch sind für ihn „keine Merkmale, die Schlußfolgerungen für die Ableitung einer typologischen Formentwicklung zulassen“. Er betrachtete sie als Ergebnis der individuellen Fähigkeiten der Töpfer. Zur Genese der Form ist zu sagen, dass eine Ableitung aus dem neolithischen Kulturmilieu ebenso gut möglich erscheint wie aus Gefäßformen der östlichen Trichterbecherkultur. Vielleicht inspirierten Behältnisse aus organischen Rohstoffen (Kalebasse) letzten Endes die Träger der KAK, die Amphoren mit geknickten Bauchprofil zu den rundbauchigen Kugelamphoren weiterzuentwickeln.
2. Napfformen: Fein aufgegliedert werden die sich nur geringfügig unterscheidenden Napfformen. Es sind dies der a.) weitmundige Topf, b.) die „Schale“ – Napfschale, c.) „Schüssel“. Die Unterscheidungskriterien liegen 1. bei kreuzständigen oder paarig beieinanderliegenden Handhaben die teils auch als Ösen fungiert haben, und 2. bei gerader oder runder Standfläche und dementsprechend angepasstem Unterteil. Gemeinsamkeit ist die eingezogene Halspartie an deren Umbruch die Handhaben sitzen. Ferner befindet sich im nicht seltenen Fall der Verzierung im Hals-Schulter-Bereich die Verzierung, ähnlich wie bei den Kugelamphoren. Des Weiteren zählen zu den Napfformen der d.) Warzenbecher, und e.) der echte Napf.
a.) weitmundiger Topf: Zweithäufigste Gefäßform. Die Höhe variiert zwischen 54 cm mit einem Durchmesser von 48 cm bis zu einer Höhe von nur zwölf Zentimeter mit einem Durchmesser von 13 cm. Im Allgemeinen sind die weitmundigen Töpfe größer als die Kugelamphoren, also im Durchschnitt in der Höhe zwischen 20 und 30 cm. Die weitmundigen Töpfe haben immer eine Standfläche, die häufig als abgesetzter Standboden ausgebildet sein kann. Ihr Unterteil ist meist schrägwandig profiliert, und die häufig gerundete Schulter abgesetzt. Besonders charakteristisch sind die im Schulterbereich sitzenden vier kreuzständig angeordneten, horizontal durchbohrten Henkelösen. Vereinzelt kommen auch Gefäße mit senkrecht durchbohrten Handhaben vor. Auch hier beschränkt sich die Verzierung auf den Hals-Schulter-Bereich.
b.) Napf – Schale: Die von Götze als Napf bezeichnete Gefäßform war für ihn das dritte charakteristische Gefäß der KAK. Alle Schalen besitzen ein kalottenförmiges unverziertes Unterteil, auf dem ein kurzer, meist deutlich abgesetzter Hals sitzt. In der Regel ist er leicht konisch geschwungen gestaltet. Die Bezeichnung des Gefäßes als „Schale“ wie sie H.-J. Beier verwendet, ist im strengen Sinne falsch, da Schalen per Definitionem als Gefäße erachtet werden, deren Mündungsdurchmesser mindestens das zweifache betragen, als deren Höhe. Bei den „Schalen“ liegt dieser Wert oft knapp darunter. Zudem besitzen diese Gefäße in der Höhe des Umbruchs oftmals zwei dicht beieinander liegende Handhaben in der Gestalt von Griffwarzen, die eine Verwendung als Napf eher wahrscheinlich machen als eine Schale. Auch der eingezogene Halsteil vermittelt diesen Eindruck. Trotzdem fällt eine klare Unterscheidung schwer, daher heißt dieser Gefäßtyp im Folgenden „Napfschale“. Das Format einer Napfschale variiert zwischen H = 14 cm/D = 28 cm und H = 8 cm/D = 12 cm. Der Unterschied zwischen Napfschale und weitmundigen Topf ist der, dass der weitmundige Topf gegenüber der Napfschale eine gerade Standfläche und vier kreuzständige Griffwarzen besitzt. Ansonsten wirkt die Napfschale wie ein im Halsbereich eingezogener Kumpf.
c.) Schüssel: Diese Gefäße haben einen eingezogenen, mehr oder weniger trichterförmig ausladenden Rand, der deutlich vom leicht gebauchten Unterteil abgesetzt ist, und haben einen Standboden. H. Priebe (1938) sah in diesem Gefäßtyp „Zwischenformen zwischen Schale und Napf“. Im Grunde genommen ist die Schüssel nichts weiter als eine Variante der Napfschale, nur dass sie eine gerade Standfläche aufweist Schüsseln sind meist unverziert, auch sind Handhaben eher selten. Entsprechend ihrer Randbildung lassen sich die Schüsseln in zwei Gruppen unterteilen: 1. Gefäße mit trichterartig ausladendem Rand (Trichterrandschüssel); 2. Gefäße mit konischem bis steilem Hals, der mitunter leicht geschwungen sein kann.
Eine Ableitung der Trichterrandschüsseln aus dem einheimischen Substrat bereitet keine großen Schwierigkeiten, da in fast allen mittelneolithischen Kulturen Gefäße mit trichterartiger Mündung auftreten.
d.) Warzenbecher: Weniger häufig und sehr selten kerbverziert tritt uns der Warzenbecher entgegen. Er wurde aufgrund seiner stilistischen Ähnlichkeit von Priebe (1938) zu den echten Näpfen hinzugezählt, aber aufgrund seiner doppelten Größe und der üblichen regelmäßig am Rand verteilten Griff- bzw. Zierwarzen als Sondergruppe eingeordnet. Das charakteristische Merkmal dieser eingliedrigen, schrägwandigen Gefäße mit abgeflachtem oder abgesetztem Boden ist also der knapp unterhalb des Randes sitzende Warzenkranz. Die Warzen befinden sich meist in gleichem Abstand zueinander.
e.) echter Napf: Ungefähr zwei bis drei Prozent der Gesamtkeramik lassen sich zu den echten Näpfen zählen. Es gibt zwei Typen:

aa) Der eingliedrige schrägwandige Napf ohne Handhabe.

bb) Zweigliedriger Napf mit abgesetztem Hals (Schulternapf).
3. Siedlungskeramik: Ferner ist der sogenannte „Topf mit hochliegendem Umbruch“ für das Mittelelbe-Saale-Gebiet feststellbar. In dieser Gefäßform mag sich eine regionale Untergruppe der KAK abzeichnen, da sich diese eben nur in jener Region finden. Bei ihnen beschränkt sich die seltene Verzierung auf den Bereich der Schulter. Die Höhe dieses Gefäßtyps schwankt zwischen 12,5 und 44 cm, wobei der Durchschnitt im Bereich zwischen 20 und 30 cm liegt. H. Priebe (1938) rechnete den Topf mit hochliegendem Umbruch zur Siedlungskeramik. Auch heute noch entstammen Gefäße dieses Typs zu etwa ¾ aus Siedlungen. Die eher schlichte Form und seltene Verzierung weisen wie bei den weitmundigen Töpfen auf eine funktionelle Bedeutung im Haushaltsalltag hin.
4. Tasse: Die KAK kennt zwar die Tasse, doch erfreut sich bei ihr dieser Gefäßtyp bei weitem nicht der Beliebtheit wie bei anderen Kulturen. An ihrer Stelle scheinen wohl die napfartigen Gefäße in Benutzung gewesen zu sein. Einige Tassen können als von der Bernburger Kultur entlehnte Fremdformen betrachtet werden. In ihren Proportionen sind die Gefäße recht einheitlich. Der Höhen-Breiten-Index schwankt zwischen 0,79 und 0,85, und die Gefäßhöhe liegt zwischen 11,7 und 15,4 cm. Sie besitzen einen abgesetzten, meist unverzierten, leicht geschwungenen Halsteil. Eine kleine horizontal durchbohrte Handhabe sitzt in Höhe des Umbruchs, der meist verziert ist. Außerdem befinden sich häufig in Höhe des Henkels gegenständige kurze Knubbenreihen bzw. Grifflappenpaare an den Seiten. Neben mehrreihigen Einstichbändern treten auch umlaufende Reihen hängender bzw. stehender Dreiecke und ausgesparte Winkelbänder auf.
5. Sonderformen: Gut ein Prozent der Keramik wird als Sonderform bezeichnet, da diese sich keinem der obengenannte Typen zuordnen lässt. Es ist dies u. a. der so genannte Backteller, dessen Bedeutung entweder als Gefäßdeckel oder Unterlage zur Speisenbereitung oder -aufnahme vermutet wird (H. Behrens: Tonscheiben („Backteller“) aus dem mitteldeutschen Neolithikum. In: Jschr. Mitteldt. Vorgesch. 47, 1963, S. 127 ff.). Wichtig ist die „Tontrommel“. Sie bildet ein äußerst seltenes Fundgut in der Westgruppe der KAK (hingegen ist sie in der Ostgruppe etwas häufiger zu finden). Die entsprechenden Befunde deuten dahingehend, dass es sich um Einflüsse der Nachbarschaft handelt. Eine eindeutige Zuweisung zur KAK ist bisher nicht geglückt.

#### Ornamentik und Verzierungstechnik
Die Verzierung beschränkt sich immer auf die obere Gefäßhälfte. Meist sind Kugelamphoren und weitmundige Töpfe verziert. Daneben gibt es auch Gefäße mit nur Hals- oder nur Schulterverzierung. Bei einigen Gefäßen ließ sich noch nachweisen, dass die Verzierung mit einem hellen Farbstoff ausgefüllt war. Es kann durchaus angenommen werden, dass ursprünglich die meisten verzierten Gefäße inkrustiert waren. Vielfach blieben aber diese Reste eben nicht erhalten, oder es wurde bei der Auffindung versäumt, diese vor einer mechanischen Reinigung zu untersuchen.
Das Anbringen plastischer Zierelemente ist nicht allzu häufig. Die nachweisbaren Elemente lassen sich in drei Gruppen unterteilen:
1. Das Anbringen kleiner Warzen und Knubben, die teilweise umlaufende Reihen bilden können, beschränkt sich vor allem auf die Napf-Schüsseln und Warzenbecher.
2. Die Schulteransätze der kleinen Ösenhenkel können durch kleine Rippen erweitert werden, sodass sie Schwalbenschwanzhenkel bilden, die auch in der Baalberger Kultur vorkommen.
3. Gelegentlich können vor allem an weitmundigen Töpfen oder Töpfen mit hochliegendem Umbruch im Halsbereich oder auf der Schulter umlaufende Wülste auftreten, die teils verziert und teils unverziert sind.

Bei der Verzierungstechnik ist manchmal eine Nachahmung anderer Verzierungsweisen zu bemerken. Beispielsweise gilt dies für die Nachahmung der Schnurverzierung, die in diesem Fall aus Strich-Stichen besteht. Wichtiger als die Untersuchung von Einzelerscheinungen ist das Herausarbeiten der mehr oder weniger regelmäßig wiederkehrenden Hauptmuster und die Analyse ihrer Verbreitung sowie der Häufigkeit ihrer Anwendung in bestimmten Gebieten. H. Nortmann (in Prähist. Z. 60, 1985) hat in einer Studie die Ornamentik der KAK diesbezüglich großräumig untersucht und gelangte dabei u. a. zu folgenden Ergebnissen:
1. „… die horizontale Reihung gleichartiger Motive“ ist „das tragende Prinzip der Ornamentik … Die Unterbrechung der Horizontalen, die Ergänzung vertikaler, aber immer noch umlaufend gereihter Linien, der Verzicht auf einen markanten Abschluß nach unten, die gleichartige Ausdehnung in Breite und Höhe gaben Anlaß zur Modifikation des Leitprinzips, …“
2. Für die Westgruppe wurden folgende sechs Hauptmustergruppen aufgestellt: A. Borten, B. Rautenfelder, C. Dreiecksfelder, D. Kombination von Rauten- und Dreiecksfeldern, E. Kombination von hängenden und stehenden Dreiecken, F. Fransen.
3. Die Gemeinsamkeiten zwischen der Ost- und der Westgruppe der KAK sind sehr allgemeiner Natur.
4. Die Westgruppe ist nach wie vor chronologisch nicht gliederbar.
5. Die Ostgruppe ist ebenfalls relativchronologisch nicht unterteilbar. Die bisherigen Vorschläge hielten einer Überprüfung nicht stand.
6. „Anhand der Ornamentik wurden innerhalb des Verbreitungsgebietes der KAK zwei regionale Stilgruppen herausgestellt: Eine Westgruppe in Deutschland und Böhmen, eine Ostgruppe in Polen und der Ukraine. … Darüber hinaus stehen kleinräumige Einheiten, die durch Konzentration oder das Fehlen von Merkmalen angezeigt werden.“
7. „… Zwischen West- und Ostgruppe“ bestehen „derartig gravierende Unterschiede, daß an eine monozentrische Genese nicht gedacht werden kann“

Ein Vergleich der Häufigkeit des Auftretens der wichtigsten Verzierungsarten innerhalb einzelner Lokalgruppen führt zu interessanten Schlussfolgerungen:
1. Einzelne Verzierungsarten wurden regional unterschiedlich intensiv genutzt. Beispielsweise ist die Anwendung der Schnurverzierung im Mittelelbe-Saale-Gebiet dreimal häufiger als im altmärkisch-lüneburgerischen Gebiet und sogar siebenmal häufiger als in Mecklenburg.
2. Die Werte für Mecklenburg sind allgemein niedriger als bei den beiden anderen Gruppen. Das bedeutet, dass der Anteil der unverzierten Keramik hier höher sein muss.
3. Das unterschiedlich häufige Auftreten verschiedener Verzierungsarten in einzelnen Gebieten weist auf regionale Unterschiede hin und steht damit in einem gewissen Widerspruch zur These von der Einheitlichkeit der Westgruppe der KAK, d. h., dass mit einer größeren kulturellen Selbstständigkeit der Lokalgruppen zu rechnen ist – ethnische Untergruppen mit hohem Selbstwertgefühl („Clans“), die sich zu einer größeren Kultur formieren.

#### Sonstige keramische Funde
Da bisher Siedlungsplätze der KAK kaum untersucht worden sind oder meist nur ältere, lückenhaft dokumentierte Ausgrabungen vorliegen, braucht es nicht zu verwundern, dass z. B. in Bezug auf die Spinnwirtel bisher wenig bekannt geworden ist. Ab und zu gibt es Indizien auf durchlochte Tonscheiben und Tonperlen, die wohl als Schmuck an Körper und Kleidung zu zählen sind. Auf das Vorkommen kleiner länglicher Tonzylinder, die alle in zerbrochenem Zustand aufgefunden wurden, soll in der Siedlung von Rietzmeck hingewiesen werden. Teilweise konnte noch eine Durchbohrung in der Mitte erkannt werden. Punktartige Einstichreichen erinnern an die Verzierung von Bernsteinscheiben, sodass es sich hier vielleicht um durchbohrte Amulette handeln könnte.

### Geräte
Die vorhandenen Rohstoffe bilden die Materialgrundlage der Geräte. Ein Großteil ist aufgrund seiner organischen Basis vergangen. Dennoch gelingen ab und zu Funde wie z. B. das Beil mit kompletter Schäftung aus der Steinkiste von Niedereichstädt, Kreis Querfurt.

#### Steingeräte

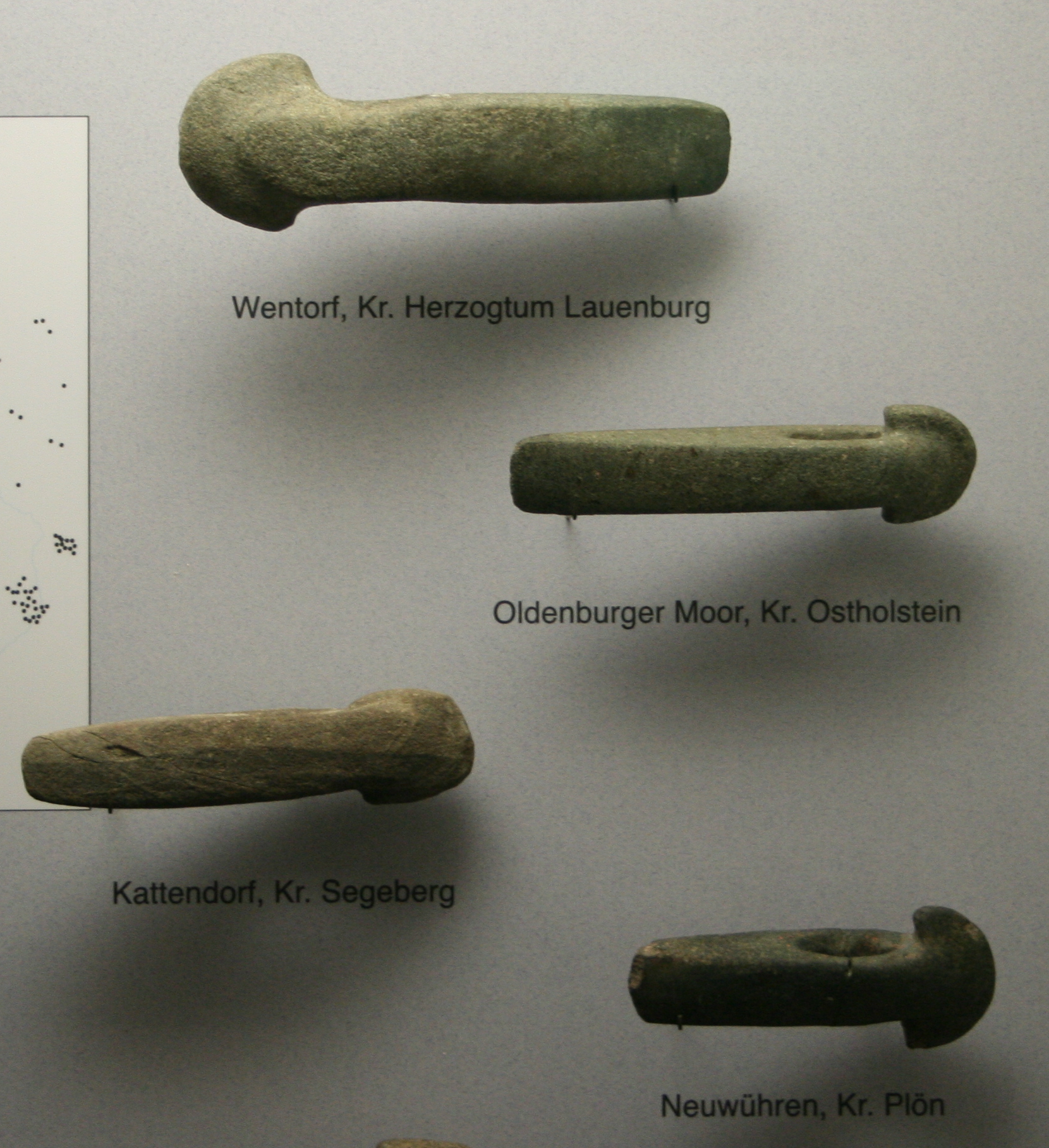
Nackenkammäxte der Kugelamphoren-Kultur aus Schleswig-Holstein

Der Rohstoff für Steingeräte entstammt der Gegend, entsprechend bunt ist die Farbenvielfalt.
- Feuerstein-Beil: Die vier auftretenden Typen bilden untereinander stark verwandte Formen, so dass sie als relativ einheitlicher Artefakttyp erscheinen, der als Flintrechteckbeil bezeichnet wird. In jedem Fall sind es dicknackige, relativ dünnblattige Beile mit rechteckigem Querschnitt und leicht gewölbter Schneide. Ihre durchschnittliche Länge liegt zwischen acht und zwölf Zentimeter.
- Feuerstein-Meißel: Vielleicht sind diese Geräte eine Sonderform der etwas größeren Beile und waren dementsprechend ähnlich geschäftet. Da die dicknackigen Feuersteinmeißel bisher nur in Zusammenhang mit Keramik der KAK gefunden wurden, erscheint es statthaft, diese als Charakteristika der KAK zuzuordnen.
- Kleingeräte und Abschläge aus Feuerstein: Aus Gräbern lassen sich bisher folgende Geräte belegen: Klingen, Klingenkratzer, Abschlagkratzer, Schaber, Querschneider sowie unretuschierte Abschläge. Darunter auch Pfeilspitzen mit eingezogener Basis.
- Nackenkammaxt: Dieser interessante Axttyp aus Felsgestein ist Bestandteil der Westgruppe der KAK. Karl Heinz Brandt betrachtet sie „als Verschmelzungsprodukt von Elementen mitteleuropäischer Äxte und nordischer Doppelaxtvarianten“.[8]
- Steinbeil, -axt und ähnliche Geräte: Diese aus Felsgestein gearbeiteten Instrumente entsprechen in der Form den Feuerstein-Beilen. Auch hier ist der Meißel vertreten.
- Sonstiges Steingerät: Klopfsteine, Reibeplatten, Läufersteine etc.

#### Knochen- und Geweihgeräte
Pfrieme zum Durchbohren von Leder (oder Öffnen der Adern von Schlacht- und Opfertieren). Ein Knochendolch aus Schönbeck mit 21,6 cm Länge und eine Knochenaxt aus Zörbig zeigen das Vorhandensein ungewöhnlicher Knochenartefakte an.

### Schmuck
Durchbohrte Tierzähne, Muschelscheiben und Geweihanhänger. Manches davon diente rein schmückenden Zwecken, andere Objekte besaßen magische Kräfte und andere dienten der Repräsentation, so die Bernsteinobjekte. Diese fanden sich stets in Gräbern mit auffallendem Grabbau oder insgesamt reichhaltiger Ausstattung. Am häufigsten hierunter sind die kleinen Bernstein-Perlen. Daneben gibt es Bersteinscheiben mit einem Durchmesser von bis zu 5 cm. Nicht selten haben sie neben der großen Zentralbohrung noch kleinere periphere Lochungen, denen sicherlich eine symbolische Bedeutung zukommt. Miniaturäxte aus Bernstein, die im Nord- und Ostbereich der KAK häufig auftreten, sind für das Mittelelbe-Saale-Gebiet noch nicht belegt. Inwieweit die Bernsteinscheiben mit einem Sonnenkult zusammenhängen, lässt sich nur vermuten.

### Gegenstände aus anderen organischen Substanzen
Im Mittelelbe-Saale-Gebiet die bereits erwähnte 50 cm lange Schäftung eines Feuersteinbeils aus Birkenholz, die im RGZM aufbewahrt wird. Daneben wird von der Auffindung einiger dünner, mit Bast zusammengebundener Bretter berichtet, die aber bei der Bergung zerfielen. Die Holzreste sind als Teil eines Schildes gedeutet worden. Natürlich wurden Bretter und Balken nicht nur für den Hausbau verwendet, sondern auch für den Grabbau benutzt.

### Metallgegenstände
Spärlich sind die Funde von Kupfer. Doch beweisen sie dessen Vorhandensein und es ist anzunehmen, dass in der KAK Kupfer selbstständig verarbeitet wurde. Bei den Funden handelt es sich um eine Perle (verloren gegangen), unidentifizierbare Kupferfragmente, ein kleines Kupferblech – in der Ostgruppe der KAK eine kleine Ahle und das Fragment eines gewölbten Schmuckgegenstandes. Diese „Metallfeindlichkeit“ wird wohl durch eine entsprechende Grabsitte gesteuert worden sein.

## Siedlungen
Gegenüber den meisten anderen neolithischen Kulturen weist die KAK drei Besonderheiten auf:
1. Hinweise auf großflächige Siedlungen sind sehr selten.
2. Grabhügel oder Gräberfelder sind nicht bekannt.
3. Die bisher gefundenen Siedlungen bleiben unter 200 m NN.

Für das Mittelelbe-Saale-Gebiet unterscheidet Beier (1988) vier Siedlungstypen:
1. Siedlungen auf Dünen und hochwassergeschützten Anhöhen in der Elbtalniederung (acht Fundplätze)
2. Siedlungen am Hochufer von Fluss- und Bachläufen (acht Fundplätze)
3. Siedlungen in der Aue bzw. in ebenem Gelände (acht Fundplätze)
4. Siedlungen auf kleinen Anhöhen bzw. im Bereich flach fallender Hänge (30 Fundplätze), wobei diese eindeutig die häufigste Siedlungsweise darstellen.

Insgesamt kann festgestellt werden, dass markante Geländepunkte aufgesucht wurden, die einen gewissen natürlichen Schutz boten. Die engen grabrituellen Beziehungen zwischen KAK und TBK deuten an, dass auch einige Siedlungsplätze von beiden Kulturen gemeinsam genutzt worden sein können.
Da hauptsächlich Altgrabungen vorliegen, ist wenig zu der Siedlungsstruktur bekannt. Interessant ist der etwa sieben Meter durchmessende Kreis aus Pfostenstellungen, in dem sich zwei Steinsetzungen mit dazwischen liegender Feuerstelle befanden. Dieser fand sich in der Mitte der Siedlung Dessau-Kleinkühnau. Eine Interpretation als „henge-artiger Kultbau“ (für Beratungen und Zeremonien) erscheint zwar verlockend, sollte aber im Hinblick auf weitere Deutungsvarianten unterbleiben.
Die Bernburger-Kultur und die KAK gleichen sich im Hausbau mit Ständerbauweise mit geringen Pfostengrubentiefen. Diese Häuser haben nach Lage der Pfostenlöcher bescheidene Dimensionen von etwa 4 × 2,5 m. Es liegen keine Anzeichen einer Umwallung oder Palisade um eine Ansiedlung herum vor.

## Wirtschaftsweise
Aufgrund der Verbreitung von der Ukraine bis zur Elbe wurde früher angenommen, die Träger der KAK seien viehzüchtende Nomaden gewesen, die von Osteuropa eingewandert sind. Dazu trug auch die Formgebung der namengebenden Kugelamphore bei. Neuere Getreidefunde und Siedlungsbefunde machen deutlich, dass die Träger der KAK wohl eher sesshafte Bauern waren, bei denen sich der Schwerpunkt in der Landwirtschaft in Richtung auf eine verstärkte Viehhaltung veränderte. Neuere Studien haben das Bild etwas komplexer werden lassen: In den westlichen Gruppen, konzentriert in Mitteldeutschland, wo das Rind die wenigen bekannten Inventare Knochenfunde dominiert, zogen die KAK-Gemeinschaften in einem Radius von 50 km umher, um ihr Vieh zu füttern. Dementsprechend waren die Menschen wahrscheinlich mobiler als die zeitgenössischen archäologischen Gruppen, wie z. B. jene der Bernburger Kultur, die ihr Vieh lokal hielten.
Von den Haustieren nehmen neben dem Schwein vor allem Rinder die erste Stelle ein. Darüber hinaus weisen Beigaben von Rindern in fast jedem Grab, teilweise regelrechte Rinderbestattungen (z. B. Schönebeck, Dölkau, Plotha, Stobra), in Polen (Husynne Kolonia, Bez. Zamość, Sahryń, Gem. Werbkowice, Sandomierz, Bez. Tarnobrzeg und Zdrojówka, Kreis Koło) auf auch eine kultische Verehrung. Bei den häufig gefundenen Eberzähnen handelt es sich sicherlich um Jagdtrophäen. Fischfang wird eine bedeutende Rolle für die am Wasser gelegenen Siedlungen gehabt haben. Im altmärkisch-lüneburgerischen Gebiet sind folgende Tierarten in Zusammenhang mit der KAK bezeugt: Rind, Schwein, Schaf/Ziege, Hund, verschiedene Vögel und Muscheln.
Die westlichen und östlichen Gruppen der KAK sind jedoch zu differenzieren. 

## Bestattung
Es sind zahlreiche Bestattungen der KAK bekannt. Kleinere Gräberfelder sind die Ausnahme, wesentlich häufiger ist das Einzelgrab. Die Gräber liegen oft außerhalb der Siedlung. Eine Überhügelung ist selten nachgewiesen und gilt als atypisch für die KAK. Eine Grabmarkierung (sei es durch Stein oder Holz) kann nicht ausgeschlossen werden. Beim Fund im Derfflinger Hügel bei Kalbsrieth (im Kyffhäuserkreis) fallen beiderseits der Längsseiten der Steinkiste Steinsetzungen mit intensiven Brandspuren auf, die vom Ausgräber als „Altäre“ bezeichnet werden und vermutlich im Zusammenhang mit dem Totenkult zu sehen sind.
Die auffällige Ost-Orientierung sowohl der Gräberfelder wie auch der Toten im Grab selbst, spiegelt vermutlich gewisse Heilsvorstellungen in Bezug auf die Sonne wider.
- Die KAK pflegt gegenüber den westlicheren und kollektivbestattenden Kulturen die Einzelbestattung, wobei es auch zu Mehrfachbestattungen kam, die aber die Ausnahme bilden.
- In der KAK gibt es keine unmegalithischen Mauerkammergräber, aber einige Grabanlagen enthalten Elemente des Mauerkammergrabes. Dies trifft westlich der Oder das Steinpackungsdoppelgrab von Butzow in Brandenburg, die Steinsetzungen von Schönefeld, Kreis Jüterbog, Börtewitz, Kreis Döbeln und die Rinderbestattung von Plotha, Kreis Weißenfels.
- Obwohl es enge Beziehungen zwischen Bernburger Kultur und KAK gab, ist an der Selbstständigkeit beider Kulturgruppen nicht zu zweifeln (einerseits gemischkulturelle Nekropolen wie z. B. Pevestorf, Kreis Lüchow-Dannenberg, andererseits territoriale Trennung beim Gräberfeld von Barby).
- Die Gräber wurden bevorzugt am Hangbereich von Anhöhen (Altstraßen?) oder am Hochufer von Flüssen und Seen angelegt. Nach Möglichkeit wurden nach Osten gerichtete Hänge aufgesucht. Dies erklärt, warum Nachbestattungen der KAK (im Mittelelbe-Saale-Gebiet) in Grabhügeln, entweder östlich (Kalbsrieth), ostsüdöstlich (Baalberge und Latdorf) oder südöstlich (Ködderitzsch und Böhlen) der Zentralbestattung gefunden wurden. Auch andere Kulturen legten Nachbestattungen vorzugsweise im östlichen Bereich der Grabhügel an.
- Die Ost-West-Ausrichtung der Gräber dominiert mit entsprechenden Abweichungen, wobei sich der Kopf des Toten üblicherweise im Osten befindet.
- Die Toten wurden grundsätzlich in Hocklage bestattet, wobei es zu Links-, Rechts-, Sitz- und Rückenhockern kam. Die Beugung der Hocker ist in der Regel mittelmäßig, seltener schwach oder extrem ausgeprägt.
- Gegenüber Frauen- und Kindergräbern dominieren die Bestattungen von Männern. Aus diesem Grund wird der KAK eine starke patriarchale Gesellschaftsstruktur zugesprochen. In der Altersstruktur der Bestatteten ähnelt die KAK anderen neolithischen Kulturen.

Eine Analyse der Grabkomplexe bezüglich des Alters und Geschlechts ergibt folgende Ergebnisse:
1. Es gibt keine geschlechts- oder altersspezifische Orientierung der Bestattungen
2. Männer, Frauen, Kinder sowie Mehrfachbestattungen kommen sowohl in Flachgräbern als auch in Steinkisten vor.
3. Die Aussage, in den Gräbern ließen sich Frauen und Kinder nie eindeutig bestimmen, ist falsch.

Bei der Nachbestattung in den Megalithanlagen im Norden kann keine Rede von einer Über- oder Unterrepräsentation eines Geschlechtes sein – hier stellt Erika Nagel deutlich die Einheitlichkeit heraus.
Eine Besonderheit ist die Grablegung von Opfern des Massakers von Koszyce.

### Grabtypen
1. Körpergrab, Flachgrab: Häufigster Grabtyp. Die Grabtiefe schwankt zwischen 0,5 und 1 m. Die Grabgrube besitzt rechteckige bis ovale Form. Bei der Einzelbestattung sind die Gräber 1,5–2 m lang und 1–1,5 m breit. Es kommen auch Mehrfachbestattungen vor. Die höchste Anzahl benachbarter Flachgräber beträgt fünf. Diese kleine und seltene Ansammlung erlaubt es noch nicht, von Gräberfeldern zu sprechen.
2. „Urnen-“, Brandgruben oder Brandschüttungsgrab: Entsprechend den Erhaltungs- und Fundbedingungen ist dieser Grabtypus selten zu finden. Hierbei handelt es sich um Gefäße mit Leichenbrand, die in einer kleinen aus Steinplatten gefügten Kiste untergebracht wurden, wobei man sich in einigen Fällen sogar nur mit einem Abdeckstein begnügte. Beim Leichenbrand im Urnengrab von Ködderitzsch, Kreis Apolda, handelt es sich um eine adulte Frau sowie ein Neugeborenes und Tierknochen (Schaf/Ziege oder Schwein). Im Übrigen kommen in polnischen Körpergräbern oft Brandspuren, manchmal auch angekohlte Tier- und Menschenknochen vor.
3. Holzkammergrab: Die rechteckige Grabgrube ist mit Holzbalken verkleidet. Das Holzkammergrab unterscheidet sich im Aufbau von der Steinkiste nur durch das Baumaterial. Das Holzkammergrab ist gesichert bisher nur einmal beobachtet worden.
4. Steinkiste: Es handelt sich meist um ähnlich große Grabkammern wie bei den Flachgräbern. Die Wände sind mit Steinplatten verkleidet. Ton-, Gips- bzw. Lehmverstrich der Platten (z. B. Kalbsrieth, Kreis Artern, Baalberge, Kreis Bernburg und Schönebeck), Fugung einzelner Platten sowie Pflasterung der Grabsohle zeugen von großer Sorgfalt bei der Herstellung der Kisten. In Menz gelang der Nachweis, dass das Steinmaterial der Steinkiste aus ca. 6–8 km Entfernung herangeschafft wurde. Entsprechend ihrer Abmessungen werden die Steinkisten in zwei Typen unterschieden: Große (Länge von ca. 2 m) und kleine (Länge von 1,5 m und weniger). Besonders bei den Steinkisten fällt die Alleinständigkeit auf.
5. Nachbestattung in einem Megalithgrab oder anderem Grab: Diese Sitte war üblich in Gegenden, wo Grabbauten älterer Kulturen (insbesondere der Trichterbecherkultur) vorliegen, also in der Norddeutschen Tiefebene zwischen Ostniedersachsen und Polen. Die Sitte ist nicht regelmäßig oder nur kurzzeitig oder nur in besonderen Fällen ausgeführt worden. Kugelamphoren in Bernburger Gräbern wie auch in Galeriegräbern (z. B. Wartberg) müssen nicht zwangsläufig als Nachbestattung interpretiert werden, da in den entsprechenden Kulturen das gemeinsame Vorkommen von KAK-Keramik und einheimischer Ware belegt ist (z. B. Wartberggruppe).
6. Rinderbestattung: Bestattungen ganzer Rinder verbinden die KAK mit der TBK. Mit der Tierbestattung im Neolithikum sowie deren Deutung hat sich H. Behrens befasst. Rinderbestattungen sind nicht allzu häufig, fallen aber durch die Größe, die Nähe zu Steinkisten und die Aufmerksamkeit auf, die die Leute der KAK ihnen schenkten. In einem Fall war die Grube mit einem Geröllpflaster versehen. Offenbar hatten Rinder im Verbreitungsraum der KAK besondere kultische Qualität. Für einige Rinderbestattungen der KAK wird die (vergangene) Beigabe eines Wagens oder Pfluges vermutet.

Die Rinderbestattungen stehen oft in einem Verhältnis zu einer Menschenbestattung und erinnern so an die Gräber des Frühmittelalters, wo hochgestellte Persönlichkeiten mit ihren Pferden, z. T. auch mit ihren Knechten, beerdigt wurden.
Eine statistische Auswertung des Alters der Rinder zeigt, dass die Jungtiere überwiegen. Von 22 Tieren im Mittelelbe-Saale-Gebiet (1988) waren 17 unter zwei Jahre alt. Angesichts der wirtschaftlichen Bedeutung, die ein Rind im Jungneolithikum besaß, wird der kultische Hintergrund dieser Bestattungen deutlich.
In keinem Fall wird man diese Tiere als Speiseopfer oder -mitgabe interpretieren können, wie es sonst allgemein für in Gräbern aufgefundene Tierreste angenommen wird. Den Rindern wurde die gleiche sorgsame Behandlung wie den menschlichen Toten zuteil. Unter den beigegebenen Gefäßen ist der hohe Anteil an Napf-Schalen, die sonst unter den keramischen Formen etwas zurücktreten, bemerkenswert. Beier (1988) nimmt an, dass es sich hierbei um kultische Trinkgefäße für die Tiere handelt.
Wenn bestattete Tiere in der Mehrzahl auftreten, liegen sie in der Regel in einem Bezug zueinander, etwa antithetisch zugewandt oder gereiht. Die Tiere liegen in einer geräumigen Grube, deren Boden manchmal deutliche Spuren von Ausfeuerung trägt.
Die West-Ost-Orientierung mit dem Kopf im Westen wurde favorisiert und steht damit im Gegensatz zu den Menschenbestattungen, deren Köpfe normalerweise im Osten ruhen. Diese Beharrlichkeit in der Ausrichtung kann kein Zufall sein und beruht auf kultische Vorstellungen.

### Beigaben
Unter den Grabbeigaben dominiert die Keramik. Ferner wurden Feuersteinbeile, -meißel sowie -kleingeräte, andere Steingeräte, Geräte und Schmuck aus Knochen und Bernstein und Reste von Tieren im Sinne einer Fleischbeigabe mitgegeben.
- Einen Beigabenritus mit festen Regeln gab es offenbar. Gefäße und tierische Reste wurden bevorzugt in der Nähe des Kopfes abgestellt. Waren es mehrere Objekte, so wurden sie zu Gruppen geordnet, bzw. in Gruppen niedergelegt. Vereinzelt können Gefäße im Winkel zwischen Ober- und Unterschenkel oder hinter dem Rücken des Toten stehen.
- Tierköpfe oder Tierläufe kommen bisweilen zur Beigabe, die Behrens (1964) als pars-pro-toto Opfergabe deutet. Gleiches könnte auch für die (wenigen) Brandgräber gelten, da sich im Leichenbrand auch Knochenmaterial von Tieren fand, obgleich es sich hierbei auch um verbrannte Speisegaben handeln kann.
- Beile und Meißel wurden ursprünglich wohl alle geschäftet ins Grab gelegt, meistens in der Nähe des Kopfes oder im Bereich des Oberkörpers.
- Geschlechtertrennung: Da Männergräber stark über- und Frauengräber stark unterrepräsentiert sind, fällt es schwer, geschlechtsspezifische Beigaben auszumachen, zumal der überwiegende Großteil der Gräber gestört und meist schlecht beobachtet auf uns gekommen ist. Doch sicherlich ist das Beil ein Charakteristikum der Männergräber, obwohl es einige gibt, bei denen keine Beile vorliegen. Die Zahl der Gefäßbeigaben bei den Männern schwankt zwischen eins und acht, hingegen bei den Frauen von eins bis zwei.
- Eine soziale Staffelung könnte man aus der Anzahl der Gefäßbeigaben erkennen. Wenige Gräber mit vier und mehr Gefäßen stehen einer Großzahl an Gräbern mit einem oder zwei Gefäßen gegenüber. Interessanterweise sind diese „ärmlichen“ Bestattungen im Wesentlichen die Gräber von Kindern, Frauen und jungen Männern. Die große Anzahl der Gräber mit sozusagen einer Zwischenstellung von drei Gefäßen zeigt womöglich an, dass die soziale Fein-Differenzierung nicht besonders groß gewesen sein kann.
- Teilgefäßbeigaben können auch für die KAK konstatiert werden. Dies kann vor allem für die in gut beobachteten Grabanlagen aufgefundenen Hälse von Kugelamphoren angenommen werden, bei denen man den Eindruck gewinnt, als seien sie sorgsam vom übrigen Gefäßkörper abgetrennt worden. Man wird dies als Reste eines Totenmahls oder als Indizien des kultischen Scherbenmachens zu deuten haben.
- Metallische Beigaben müssen äußerst selten gewesen sein. So ist im altmärkisch-lüneburgischen Gebiet nur ein Grab bekannt, bei dem allenfalls das Vorhandensein von Kupferschmuck anhand von Spuren nachgewiesen werden konnte (Pevestorf, K5). Aus dem Monolithgrab von Mokre stammt neben einer Kug ein kupferner ovaler Ohrring aus rundem Draht und breitgehämmerten, vierkantigen Enden. Diese Beigabensitte den Toten nur in Ausnahmefällen Kupfergegenstände mit zu geben, wird wohl der Hauptgrund für jene „Metallfeindlichkeit“ der Kultur sein.
- Krähensteine: In Mecklenburg fällt die seltene Grabbeigabe von Brandungsgeröll – „Krähensteine“ – auf. Dies sind vom bewegten Wasser glattgeschliffene Feuersteine und verdanken wohl ihrer schwarzen Farbe wegen den seltsamen Namen. Sie treten einzeln, zu zweit, aber auch mehrfach (bis zu fünf) auf. E. Schuldt spricht sie in diversen Publikationen als „Gnidelsteine“ an. Da die Volkskundler unter einem Gnidelstein gewöhnlich einen ovalen, glatten Glaskörper des frühen Mittelalters verstehen, ist der Begriff „Krähenstein“ sicherlich vernünftiger zu gebrauchen. Im Übrigen ist der Krähenstein auch in der mecklenburgischen Volkskunde bekannt: Wegen des im Feuerstein schlummernden Feuerfunkens und der ungewöhnlichen Form verband sich mit ihm die Vorstellung vom übernatürlichen Ursprung und solcher Kraft.

## Kulte/Religion
- Auf die besondere Rolle des Rindes im Kultischen wurde bereits hingewiesen. Das Vorhandensein eines Pars-pro-toto-Gedankens ist ebenso festzustellen wie die kultische Zerscherbung und das Totenmahl.
- Es muss eine deutlich differenzierte Grabsitte gegeben haben. Diese orientierte sich sicherlich am Stand der Person (Besitz/Einfluss etc.) und wohl auch an der Art der Todesursache. Dementsprechend verfuhr man in der Zahl der Beigaben als auch im Aufwand der Grabanlage selbst. Dass Frauen äußerst selten einen derart großen Bestattungsaufwand erhielten wie manche Männer, muss nicht eine kultische Unmündigkeit bedeuten, sondern ist vielmehr auf die Bedeutung des wirtschaftlichen Verhältnisses des Mannes in der KAK, aber auch in der Kupferzeit allgemein, zurückzuführen.
- Als Anzeichen des rituellen Kannibalismus deuten u. a. Dzierzykraj-Rogalsk (1947) und Kowalczyk (1962) Funde von verkohlten und zerbrochenen Menschen-Röhrenknochen (vor allem in Gräbern im Sinne einer Beigabe beobachtet). Hierbei ist die Frage, ob es sich um einen Kannibalismus im Sinne der Aufnahme des Verstorbenen in den Kreis der Lebenden handelt, oder ob es sich um einen den göttlichen Mächten gewidmeten Kannibalismus handelt, bisher nicht geklärt.
- Das Menschenopfer im Sinne der Grabbeigabe deutet sich vor allem in den polnischen Steinkisten an, wo dem Haupttoten manchesmal mehrere Menschen mit ins Grab gegeben wurden. Dabei fällt im Allgemeinen auf, dass es zur aufrechtsitzenden Totenlage entweder des vermutlichen „Herrn“ oder aber seines „Totenwächters“ kam. Ob man in diesen Fällen von Kollektivgräbern sprechen kann erscheint zweifelhaft – es sind dies wohl eher Sonderbestattungen, die man in späteren Epochen als Fürstengräber ansprechen würde.
- Ferner scheint den Leuten der KAK der Menhirgedanke geläufig gewesen zu sein, wie dies u. a. der Grabbefund mit Menhir und darauf hin orientiertem Toten von Vojcechovka aufzeigt.
- Den Trägern der KAK war die Trepanation bekannt. Aus Ketzin liegen an drei Schädeln fünf Trepanationsdefekte vor, die überlebt wurden und verheilt sind. Die Gründe für solch einen Eingriff liegen im Bereich der Therapie, d. h. man versprach sich durch die Trepanation Linderung und Heilung von verschiedenen Krankheitssymptomen, wobei Anzeichen vorliegen, dass einigen der Chirurgen die Überkreuzung der Nerven im Kopf bekannt war.